# Никитин, Константин Филиппович
Константин Филиппович Никитин (1901, Самара — 1998, Сочи) — врач-невропатолог, доктор медицинских наук, один из пионеров советского бокса, создатель системы оздоровления организма.
На первом чемпионате СССР по боксу в 1926 году занял второе место, проиграв финальный бой Я. Брауну. Окончил ГЦОЛИФК и медицинский институт[уточнить]. Доктор медицинских наук, профессор института курортологии в Сочи. Разработанной им системе оздоровления и ему самому был посвящён ряд газетных и журнальных статей и книг. Одна из них — «Секреты долгой молодости профессора Никитина» (автор — Коршунов А. М.).
Профессор К. Ф. Никитин — один из героев книги Стива Шенкмана «Мы — мужчины».
Умер в возрасте 97 лет